# Maia Reficco
Maia Reficco Viqueira (Boston, Massachusetts, Estados Unidos; 14 de julio de 2000) es una actriz y cantante argentinoestadounidense.Es conocida por el papel protagónico de Kally Ponce en la serie Kally's Mashup de Nickelodeon Latinoamérica, y por formar parte del elenco protagónico en el papel de Noa Olivar, de la serie remake Pretty Little Liars por la plataforma Max. En 2024 hizo su debut en Broadway interpretando el papel protagónico de Eurídice en Hadestown junto a Jordan Fisher.

## Biografía

### Primeros años y formación artística (2000-2017)
Maia Reficco nació el 14 de julio de 2000 en Boston, Estados Unidos. A los 4 años se mudó a Buenos Aires, Argentina, junto a su familia, originaria de allí. Es hija de la cantante y entrenadora vocal Katie Viqueira y de Ezequiel Reficco fue profesor en la Universidad de Los Andes en Bogotá, quien hizo un posgrado en la Universidad de Harvard, y es profesor en la ESCP Business School de Madrid, España. Maia tiene un hermano menor, Joaquín, quien desde pequeño también adquirió formación en canto.
Desde pequeña mostró interés por la música y solía componer canciones en los libros de botánica que su madre le compraba. Además cantaba y tocaba la guitarra y el piano. También toca el saxofón y el ukelele. También practicó acrobacia durante 11 años.
A los 15 años, Maia viajó a Los Ángeles y vivió con Claudia Brant donde tuvo oportunidad de estudiar canto con Eric Vetro, un reconocido entrenador vocal de grandes artistas como Ariana Grande, Camila Cabello y Shawn Mendes. También asistió a un programa de cinco semanas en la Berklee College of Music en Boston en el cual se destacó, obteniendo una beca.

### 2017- 2021: Debut como actriz enKally's Mashupy debut como cantante solista
Maia llegó al proyecto de Nickelodeon, Kally's Mashup gracias a Claudia Brant y la red social Instagram; Brant fue quien se encargó de enviar los covers que Reficco hacía de diferentes artistas y subía a la plataforma, tras lo cual fue contactada por la producción de la serie para una audición. Reficco audicionó con el tema «Dangerous Woman» de la cantante Ariana Grande. Finalmente logró obtener el papel protagónico de la serie interpretando a Kally Ponce. 
Kally's Mashup gira en torno a Kally, una joven prodigio que es aceptada en un conservatorio musical universitario. Kally siempre se dedicó a la música clásica, pero su verdadera pasión es la música pop.
La serie cuenta con música original compuesta por Anders, su compañero musical de años, Peer Astrom y su esposa Nikki Anders. Adam Anders también está a cargo de la producción ejecutiva, supervisando toda la música de la serie. Reficco firmó con la empresa discográfica Deep Well Records y viajó a Miami para grabar música de la serie.
El 19 de octubre de 2017, Reficco se presentó por primera vez en los Kid's Choice Awards Argentina presentando el tema musical de la serie «Key of Life».
El 21 de agosto de 2018, Reficco se presentó en los Kids' Choice Awards México 2018 donde interpretó el tema «World's Collide» y «Unísono» junto al elenco de Kally's Mashup.
El 25 de agosto de 2018, en una entrevista con Billboard Argentina,  confirmó estar trabajando en su material discográfico como solista en conjunto con una discográfica, al igual que reveló que su álbum debut será de género pop y R&B. Ese mismo día se presentó en los Kids' Choice Awards Argentina 2018, donde interpretó nuevamente la canción «World's Collide» y «Unísono» junto al elenco de Kally's Mashup.
El 7 de noviembre se presentó en los Meus Prêmios Nick 2018, donde interpretó nuevamente las mismas canciones, pero está vez «Unísono», junto a Alex Hoyer y Lalo Brito; ese mismo día, Reficco fue premiada como «Artista de TV favorito». 
El 14 de diciembre del mismo año se reveló que Reficco había compuesto canciones junto a Claudia Brant y otros productores, y que el líder de su proyecto musical es Adam Anders, al igual que su música estaría enfocada en transmitir diferentes mensajes.
Dos años más tarde, en 2020, Maia estrenó su sencillo debut llamado "Tuya". En febrero de 2021, sacó su segundo sencillo llamado "De tí", en mayo de 2021 estrenó su tercer sencillo llamado "Tanto calor" y en julio de ese mismo año, volvió a intepretar a Kally Ponce
en la película para televisión Kally's Mashup ¡Un cumpleaños muy Kally! estrenada por Nickelodeon Latinoamérica, que funcionó como un cierre del proyecto.

### 2022-presente: Música y nuevos proyectos como actriz
En mayo de 2022, estrenó su cuarto sencillo llamado "Rápido y furioso". En septiembre del mismo año, tuvo un papel secundario en la película de Netflix, Revancha ya, protagonizada por Camila Mendes y Maya Hawke. Ese mismo año ingresó al elenco protagónico de la serie remake Pretty Little Liars estrenada por la plataforma Max. Allí interpretó a Noa Olivar.

## Vida personal
Reficco se define como queer.Su hermano es el reconocido actor Joaquín Reficco, quien interpreta a “Zeki” en la telenovela Margarita. 

## Estilo musical
En su música toma influencias del pop y del R&B, aunque creció en un ambiente musical de jazz y con música de artistas como Aretha Franklin, The Jackson 5 y Stevie Wonder.
Al igual que el personaje de Kally Ponce, Maia también tiene el gusto por la música clásica, le encanta tocar el piano y sus compositores favoritos son Wolfgang Amadeus Mozart y Erik Satie.

## Trabajos

### Televisión
| Año       | Título              | Personaje   | Canal                     | Notas                |
| --------- | ------------------- | ----------- | ------------------------- | -------------------- |
| 2017–2019 | Kally's Mashup      | Kally Ponce | Nickelodeon Latinoamérica | Protagonista         |
| 2019      | Club 57             | Kally Ponce | Nickelodeon Latinoamérica | Invitada, 1 episodio |
| 2022–2024 | Pretty Little Liars | Noa Olivar  | HBO Max                   | Elenco principal     |

### Cine
| Año  | Título                                   | Personaje    |
| ---- | ---------------------------------------- | ------------ |
| 2021 | Kally's Mashup ¡Un cumpleaños muy Kally! | Kally Ponce  |
| 2022 | Revancha ya                              | Montana Ruiz |
| 2024 | One Fast Move                            | Camila       |
| 2025 | La Dolce Villa                           | Olivia Field |
| TBA  | A Cuban Girl's Guide to Tea & Tomorrow   | Lila         |
| TBA  | The Last Sunrise                         | Oriah Pera   |

### Teatro
| Año       | Título          | Personaje       | Notas             |
| --------- | --------------- | --------------- | ----------------- |
| 2019      | Evita           | Eva Perón joven | Reparto principal |
| 2020      | Casi normales   | Natalie         | Reparto principal |
| 2020-2021 | Juegos: la obra | Susana          | Reparto principal |
| 2021      | #REDES          | Maia            | Reparto principal |
| 2024-2025 | Hadestown       | Eurydice        | Protagonista      |

## Discografía

### Sencillos
Como artista principal
| Año  | Sencillo           | Álbum               |
| ---- | ------------------ | ------------------- |
| 2020 | «Tuya»             | Sencillos sin álbum |
| 2021 | «De ti»            | Sencillos sin álbum |
| 2021 | «Tanto calor»      | Sencillos sin álbum |
| 2022 | «Rápido y furioso» | Sencillos sin álbum |

Como artista invitada
| Año  | Sencillo                                              | Álbum              |
| ---- | ----------------------------------------------------- | ------------------ |
| 2022 | «En cartagena» (de Jarom Su'a, Seven Kayne y Vibarco) | Sencillo sin álbum |

### Bandas sonoras
| Año  | Canción                           | Otro artista(s)                                                                                                  | Álbum                            |
| ---- | --------------------------------- | --- | -------------------------------- |
| 2018 | «Key of Life»                     | Ninguno | Kally's mashup: la música        |
| 2018 | «Worlds Collide»                  | Ninguno | Kally's mashup: la música        |
| 2018 | «What R U Doin' Here (Spanglish)» | Ninguno | Kally's mashup: la música        |
| 2018 | «Strong»                          | Ninguno | Kally's mashup: la música        |
| 2018 | «Love Dream»                      | Ninguno | Kally's mashup: la música        |
| 2018 | «Made for Love»                   | Ninguno | Kally's mashup: la música        |
| 2018 | «Make It Home»                    | Ninguno | Kally's mashup: la música        |
| 2018 | «Secret»                          | Saraí Meza | Kally's mashup: la música        |
| 2018 | «Stomp (Spanglish)»               | Ninguno | Kally's mashup: la música        |
| 2018 | «I've Changed»                    | Ninguno | Kally's mashup: la música        |
| 2018 | «Happy Birthday to Me»            | Sara Cobo | Kally's mashup: la música        |
| 2018 | «Baby Be Mine (Duet)»             | Alex Hoyer | Kally's mashup: la música        |
| 2018 | «Cambia (I've Changed)»           | Ninguno | Kally's mashup: la música        |
| 2018 | «No voy a cambiar»                | Ninguno | Kally's mashup: la música        |
| 2019 | «Unísono»                         | Lalo Brito, Celeste Sanazi y José Giménez Zapiola                                                                | Kally's mashup: la música vol. 2 |
| 2019 | «What It Feels Like»              | Hoyer | Kally's mashup: la música vol. 2 |
| 2019 | «GO!»                             | Ninguno | Kally's mashup: la música vol. 2 |
| 2019 | «The Battle»                      | Josefina Willa, Brito, Sofía Maquieira, Daniela Flombaum, Tomás Blanco, Sanazi, Ana Julia Angilello y Zhongbo Li | Kally's mashup: la música vol. 2 |
| 2019 | «Still»                           | Ninguno | Kally's mashup: la música vol. 2 |
| 2019 | «Movin' On»                       | Ninguno | Kally's mashup: la música vol. 2 |
| 2019 | «La vida con amigas»              | Cobo | Kally's mashup: la música vol. 2 |
| 2019 | «Still (Duet)»                    | Hoyer | Kally's mashup: la música vol. 2 |
| 2019 | «Run (hacerlo mío)»               | Ninguno | Kally's mashup: la música vol. 2 |
| 2019 | «Key of Life (Andy Mak Remix)»    | Ninguno | Kally's mashup: la música vol. 2 |

## Premios y nominaciones
| Año  | Premiación                                | Trabajo        | Categoría              | Resultado | Ref    |
| ---- | ----------------------------------------- | -------------- | ---------------------- | --------- | ------ |
| 2018 | Nickelodeon Kids' Choice Awards México    | Kally's Mashup | Mejor actriz           | Nominada  | [ 3 ]  |
| 2018 | Nickelodeon Kids' Choice Awards Argentina | Kally's Mashup | Mejor actriz           | Nominada  | [ 3 ]  |
| 2018 | Meus Prêmios Nick                         | Kally's Mashup | Artista de TV favorito | Ganadora  |        |
| 2019 | Nickelodeon Kids' Choice Awards México    | Kally's Mashup | Mejor actriz           | Nominada  | [ 3 ]  |
| 2020 | Nickelodeon Kids' Choice Awards México    | Ella misma     | Estilo favorito        | Nominada  | [ 13 ] |